# Suore di San Carlo
Le suore di San Carlo (in francese sœurs de Saint-Charles de Lyon) sono un istituto religioso femminile di diritto pontificio.

## Storia

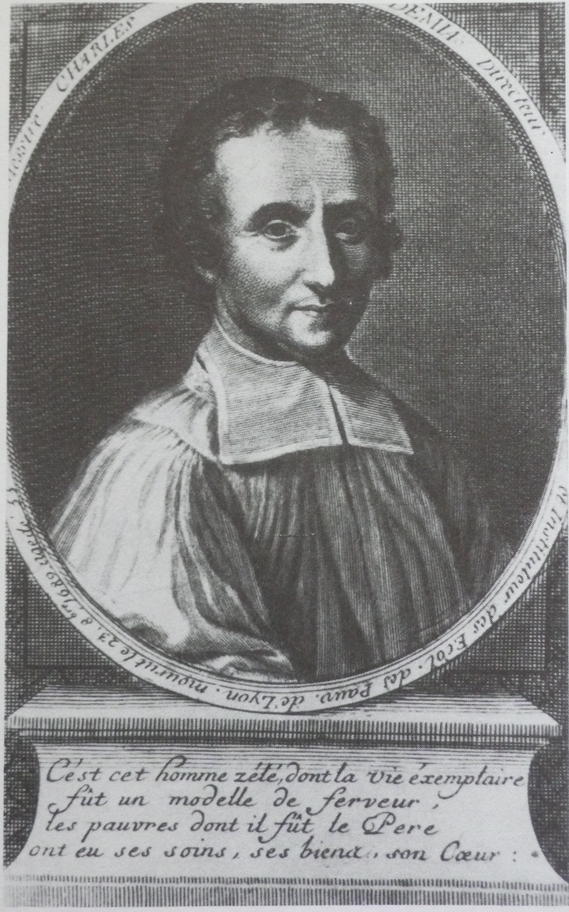
Charles Démia, fondatore della congregazione

La congregazione venne fondata da Charles Démia (1637-1689), sacerdote di Lione: sentendo la necessità di avere maestri per l'istruzione dei fanciulli poveri della regione, istituì il seminario di San Carlo per i sacerdoti da inviare nelle scuole parrocchiali e una congregazione femminile la formazione delle maestre destinate all'educazione delle fanciulle povere.
Le suore di San Carlo vennero istituite il 2 dicembre 1672 e conobbero una rapida diffusione; disperse nel 1791 per lo scoppio della Rivoluzione francese, la congregazione venne riorganizzata nel 1802 e raggiunse il suo massimo sviluppo nel 1878, quando arrivò a contare 2.226 suore in 224 case e le loro scuole erano frequentate da 39.750 alunne.
Le leggi francesi del 1879 laicizzarono l'insegnamento e costrinsero le suore a spostarsi all'estero (Italia, Svizzera) per continuare il loro apostolato. La congregazione ottenne il riconoscimento di istituto di diritto pontificio il 25 giugno 1921.

## Attività e diffusione
Le suore si dedicano principalmente all'istruzione e alla catechesi, ma anche all'assistenza ad anziani, ammalati e poveri. Le loro costituzioni sono basate sulla regola di sant'Agostino ma contengono numerosi elementi ripresi dagli autori spirituali della scuola francese.
Oltre che in Francia, sono presenti in Svizzera e Brasile; la sede generalizia è a Lione.
Alla fine del 2008 la congregazione contava 96 religiose in 13 case.